# Konrad Kwiecień
Konrad Kwiecień, född 2 mars 1964, är en polsk bågskytt. Han deltog vid olympiska sommarspelen 1992.